# David Nyika
David Nyika (Hamilton, 7 de agosto de 1995) é um boxeador neozelandês, medalhista olímpico.

## Carreira
Nyika conquistou a medalha de bronze nos Jogos Olímpicos de Verão de 2020 em Tóquio, após confronto na semifinal contra o russo Muslim Gadzhimagomedov na categoria peso pesado. Como amador, ele ganhou uma medalha de ouro nos Jogos da Commonwealth de 2014 e 2018, além de competir nos Campeonatos Mundiais de 2017 e 2019.